# هنري تي براش
هنري تي براش (بالإنجليزية: Henry T. Brush) هو مهندس معماري أمريكي، ولد في 9 أغسطس 1849 في ديترويت في الولايات المتحدة، وتوفي في 15 يوليو 1879.